# Triunghiul de autostrăzi Viernheim

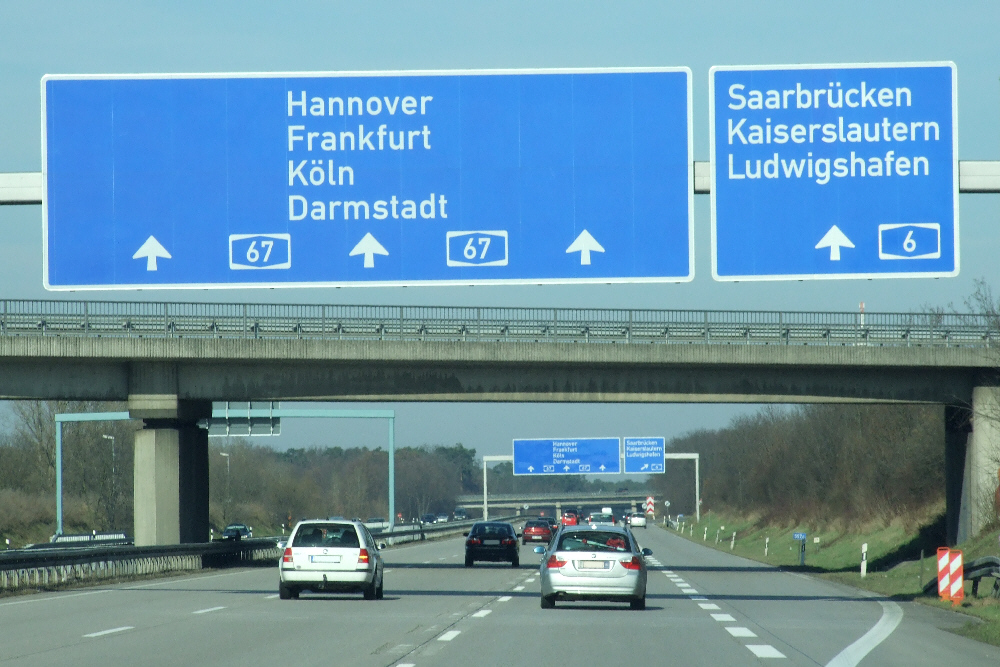
Triunghiul Viernheim dinspre sud (A 67)

Triunghiul de autostrăzi Viernheim este un triunghi de autostrăzi din Hesse, care este situat în regiunea metropolitană Rin-Neckar. Aceasta leagă A 6 (Saarbrücken – Mannheim – Nürnberg) (Drumul european E 50) cu A 67 (zona Rin-Main, zona Rin-Neckar) (Drumul european 451).

## Geografie
Triunghiul se află în zona urbană Viernheim. Este situat la aproximativ 10 kilometri nord-est de Mannheim, la aproximativ 15 kilometri sud-est de Worms și la aproximativ 65 de kilometri sud de Frankfurt pe Main. Acesta servește ca distribuitor al fluxurilor de trafic către și dinspre Rin-Main (nord), Rin-Neckar (sud) și Palatinat / Saarland (vest).
Pe A 6 triunghiul de autostradă are numărul de intersecție 25, iar pe A 67 numărul 10.

## Istoric
Triunghiul Viernheim a fost planificat în anii 1930. Reichsautobahn Darmstadt–Mannheim a fost deschisă în 1935. Ramura spre vest spre Kaiserslautern prin Triunghiul Viernheim nu a mai putut fi finalizată în timpul războiului, și pentru că podul Rinului de lângă Mannheim-Sandhofen s-a prăbușit în timpul lucrărilor de construcție în 1940. După finalizarea tronsonului final al autostrăzii Saarbrücken – Mannheim, triunghiul Viernheim a fost deschis circulației pe 31 iulie 1953 de către ministrul federal al transporturilor, Hans-Christoph Seebohm.

## Construcție
Autostrada A 6 a fost extinsă la șase benzi în direcția sud, la fel ca A 67. Spre vest, A 6 a fost extinsă la patru benzi. Toate transferurile indirecte sunt cu două benzi, toate transferurile directe sunt cu o singură bandă.
Conexiunea nord-sud este continuă, unde A 67 se îmbină perfect cu A 6.
Triunghiul este proiectat ca un triunghi complet (Full-Y).
Este un triunghi TOTSO. Dacă veniți de pe A 6 spre Heilbronn și doriți să rămâneți pe A 6 spre Saarbrücken, trebuie să părăsiți drumul principal. Dacă rămâneți pe drumul principal, puteți trece fără probleme pe A 67 spre Frankfurt.